# Nederlandse voetbalkampioenen 2017/18
Dit is de lijst van Nederlandse voetbalkampioenen van het seizoen 2017/18.
Bij de mannen betreft het de kampioenen van de veldvoetbalcompetities voor de standaardelftallen, zijnde de beide profcompetities, de Tweede divisie en de 182 competities in de zaterdag- en zondagafdeling van het amateurvoetbal (respectievelijk 73 en 109) van de Derde divisie tot en met de Vijfde klasse.
Bij de vrouwen betreft het de landskampioen en de 31 kampioenen van de Topklasse, Hoofdklasse en de Eerste klasse op landelijk niveau en de Tweede- en Derde klasse op districtsniveau.
In zeven van de bovengenoemde competities eindigden twee clubs bovenaan met hetzelfde puntentotaal, de titel in alle zeven competities kon op basis van het doelsaldo worden toegekend, in plaats van een beslissingswedstrijd zoals tot vorig seizoen nog gebruikelijk was.

## Mannen
In de Eredivisie was de kampioen dit seizoen na speelronde 31 bekend. PSV, die vanaf de zesde speelronde onafgebroken de koppositie bekleedde, behaalde de landstitel -in de kampioenswedstrijd werd er in de thuiswedstrijd gewonnen van de naaste concurrent AFC Ajax-, de eerste volgend op die van het seizoen 2015/16. De landstitel werd hiermee voor de 24e keer gewonnen. Het was voor PSV de 21e titel in de eredivisie.
In de Eerste divisie (Jupiler League) werd Jong Ajax bij hun vijfde deelname in deze competitie voor het eerst kampioen. Als tweede elftal van de club kon er niet gepromoveerd worden; de rechtstreekse promotie viel de nummer-2, Fortuna Sittard, te beurt. Fortuna Sittard kwam hiermee voor de vierde keer in de Eredivisie te spelen. In het eerste seizoen (1968/69) kwam het in de plaats van een van beide fusiepartners (Fortuna '54 en Sittardia, die respectievelijk als 17e en 18e waren geëindigd), dat seizoen werd er meteen gedegradeerd. In het seizoen 1981/82 promoveerde de club ook rechtstreeks als nummer-2 en verbleef de club elf seizoenen op het hoogste niveau. In het seizoen 1994/95 werd er gepromoveerd als kampioen van de Eerste divisie, nu duurde het verblijf zeven seizoenen.
In het tweede seizoen van de Tweede divisie werd VV Katwijk kampioen. In de zondagafdeling behaalde RKZVC (Oost, 3C-2I-1E) hun derde opeenvolgende klassekampioenschap. In de zaterdagafdeling werd SV Die Haghe (West-II, 3B-2C) en bij de zondagclubs werden GOMOS (Noord, 3B-2K), AVV SDZ (West-I, 4E-3C), SC Barbaros (Oost, 4B-3A), SV Dalfsen (Oost 4H-Noord 3C), Sportlust Glanerbrug (Oost, 5A-4A), SVV (West-II, 4B-3B), SV Tivoli (Zuid-I, 5E-4F), WKE '16 (Noord, 5E-4D) voor het tweede opeenvolgende jaar kampioen in hun competitie.

### Landelijk
| Competitie     | Zaterdag      | Zondag       |
| -------------- | ------------- | ------------ |
| Eredivisie     | PSV           | PSV          |
| Eerste divisie | Jong Ajax     | Jong Ajax    |
| Tweede divisie |               |              |
| Derde divisie  | SV Spakenburg | Jong Vitesse |
| Hoofdklasse A  | Vv Noordwijk  | VV SJC       |
| Hoofdklasse B  | VV Eemdijk    | SV OSS '20   |

### Zaterdagclubs
N.B. Clubs gemarkeerd met * eindigden met een gelijkpuntentotaal met de nummer-2.
| West I | West I           | West II | West II                 | Zuid I | Zuid I          | Oost | Oost                 | Noord | Noord                |
| C.     | Kampioen         | C.      | Kampioen                | C.     | Kampioen        | C.   | Kampioen             | C.    | Kampioen             |
| ------ | ---------------- | ------- | ----------------------- | ------ | --------------- | ---- | -------------------- | ----- | -------------------- |
| 1A     | RKAV Volendam    | 1B      | SC Feyenoord            | 1C     | VV DUNO         | 1D   | SVZW Wierden         | 1E    | VV Buitenpost        |
|        |                  |         |                         |        |                 |      |                      |       |                      |
| 2A     | CSV BOL          | 2C      | SV Die Haghe            | 2E     | VV de Meeuwen   | 2G   | VV Scherpenzeel      | 2I    | Broekster Boys *     |
| 2B     | SV Geinoord      | 2D      | BVCB *                  | 2F     | VV Almkerk      | 2H   | Enter Vooruit        | 2J    | SV Bedum             |
|        |                  |         |                         |        |                 |      |                      |       |                      |
| 3A     | OFC              | 3A      | Soccer Boys             | 3A     | VV Yerseke      | 3A   | VV VRC               | 3A    | VV Nijland           |
| 3B     | SV Zandvoort     | 3B      | SC Monster              | 3B     | VV Krabbendijke | 3B   | VV Unicum            | 3B    | 't Fean '58          |
| 3C     | ASC Waterwijk    | 3C      | VV Kethel Spaland       | 3C     | EBOH            | 3C   | ESC                  | 3C    | HFC'15               |
| 3D     | VV Benschop      | 3D      | NSVV                    | 3D     | NOAD '32        | 3D   | Oranje Nassau Almelo | 3D    | SV TONEGO            |
|        |                  |         |                         |        |                 |      |                      |       |                      |
| 4A     | VPV Purmersteijn | 4A      | VVSB                    | 4A     | VV Veere        | 4A   | Excelsior Zetten     | 4A    | SVM Marknesse        |
| 4B     | Koninklijke HFC  | 4B      | HSV DUNO                | 4B     | RKSV Halsteren  | 4B   | OVC '85              | 4B    | VV Scharnegoutum '70 |
| 4C     | ASV De Dijk      | 4C      | NSV '46                 | 4C     | VV Dubbeldam    | 4C   | SV Zalk              | 4C    | VV Veenhuizen        |
| 4D     | CTO '70          | 4D      | SV Wateringse Veld GONA | 4D     | ASV Arkel       | 4D   | PH Almelo            | 4D    | VV Holwierde         |
| 4E     | SV Laren '99     | 4E      | FC IJsselmonde          |        |                 | 4E   | ZVV Be Quick         | 4E    | SC Elim *            |
| 4F     | VV FZO           | 4F      | CION                    |        |                 |      |                      |       |                      |
| 4G     | SV Houten        | 4G      | OVV                     |        |                 |      |                      |       |                      |
| 4H     | DEV Doorn        | 4H      | OSV Oud-Beijerland      |        |                 |      |                      |       |                      |
|        |                  |         |                         |        |                 |      |                      |       |                      |
|        |                  |         |                         |        |                 |      |                      | 5A    | VV Sneek Wit Zwart   |
|        |                  |         |                         |        |                 |      |                      | 5B    | VV Foarút            |
|        |                  |         |                         |        |                 |      |                      | 5C    | VV Rood Zwart Baflo  |
|        |                  |         |                         |        |                 |      |                      | 5D    | Velocitas 1897       |
|        |                  |         |                         |        |                 |      |                      | 5E    | SC Angelslo          |

### Zondagclubs
N.B. Clubs gemarkeerd met * eindigden met een gelijkpuntentotaal met de nummer-2.
| West I | West I             | West II | West II         | Zuid I | Zuid I          | Zuid II | Zuid II            | Oost | Oost                 | Noord | Noord              |
| C.     | Kampioen           | C.      | Kampioen        | C.     | Kampioen        | C.      | Kampioen           | C.   | Kampioen             | C.    | Kampioen           |
| ------ | ------------------ | ------- | --------------- | ------ | --------------- | ------- | ------------------ | ---- | -------------------- | ----- | ------------------ |
| 1A     | Fortuna Wormerveer | 1B      | GVV Unitas      | 1C     | SV AWC          | 1D      | RKSV Minor         | 1E   | RKZVC                | 1F    | VV Hoogeveen       |
|        |                    |         |                 |        |                 |         |                    |      |                      |       |                    |
| 2A     | ZVV Zaanlandia     | 2C      | DSOV            | 2E     | Moerse Boys     | 2G      | VV Veritas         | 2I   | SV Leones            | 2K    | GOMOS              |
| 2B     | sv NVC             | 2D      | VV Groeneweg    | 2F     | RKSV Heeze      | 2H      | RKSV Rhode         | 2J   | TVC '28              | 2L    | VKW                |
|        |                    |         |                 |        |                 |         |                    |      |                      |       |                    |
| 3A     | FC Den Helder      | 3A      | RKSV Altior     | 3A     | VV Hoeven       | 3A      | RKSV Heer          | 3A   | SC Barbaros          | 3A    | VV Helpman         |
| 3B     | SV Beemster        | 3B      | SVV             | 3B     | RKVV JEKA       | 3B      | RKVV Haelen        | 3B   | Warnsveldse Boys     | 3B    | VV ASVB            |
| 3C     | AVV SDZ            | 3C      | VV ESTO         | 3C     | SV Real Lunet   | 3C      | RKSV Mierlo-Hout   | 3C   | SV DCS               | 3C    | SV Dalfsen         |
| 3D     | AFC Quick 1890     | 3D      | VV Meeuwenplaat | 3D     | S.V. Hilvaria   | 3D      | Vianen Vooruit     | 3D   | Eendracht '30        | 3D    | VV Jubbega         |
|        |                    |         |                 |        |                 |         |                    |      |                      |       |                    |
| 4A     | VV Winkel          | 4A      | VV HDV *        | 4A     | VV Clinge       | 4A      | SVME               | 4A   | Sportlust Glanerbrug | 4A    | SV THOR            |
| 4B     | SV Koedijk         |         |                 | 4B     | RKVV Schijf     | 4B      | RKVV Wijnandia     | 4B   | WVV '34              | 4B    | VV Gruno           |
| 4C     | VVS '46 *          |         |                 | 4C     | Irene '58       | 4C      | RKVV Obbicht       | 4C   | VV Reünie            | 4C    | VV Bellingwolde    |
| 4D     | SVA Assendelft     |         |                 | 4D     | OVC '26         | 4D      | VV Helden          | 4D   | VV Doetinchem        | 4D    | WKE '16            |
| 4E     | RKSV HBC           |         |                 | 4E     | Theole          | 4E      | RKSV Melderslo     | 4E   | RODA '28             | 4E    | SV VENO            |
| 4F     | SV De Meer         |         |                 | 4F     | SV Tivoli       | 4F      | RKSV Liessel       | 4F   | Arnhemse Boys        |       |                    |
| 4G     | SV Real Sranang    |         |                 | 4G     | VV WODAN        | 4G      | WVV Constantia     | 4G   | SV Vaassen           |       |                    |
| 4H     | VV HDS             |         |                 |        |                 | 4H      | FC Schadewijk      | 4H   | VV Activia           |       |                    |
|        |                    |         |                 |        |                 |         |                    |      |                      |       |                    |
| 5A     | VV DWB             |         |                 | 5A     | VV Vogelwaarde  | 5A      | RKVV Willem I      | 5A   | VV UD Weerselo       | 5A    | FC Ulu Spor        |
| 5B     | SC Eendracht '82   |         |                 | 5B     | VV RSV          | 5B      | SV Eikenderveld    | 5B   | VV Rietmolen         | 5B    | SC Boornbergum '80 |
| 5C     | SV Geel Wit '20    |         |                 | 5C     | RKSV Oisterwijk | 5C      | VV Zwentibold      | 5C   | RKSV 't Peeske       | 5C    | SV Hoogersmilde    |
|        |                    |         |                 | 5D     | OSC '45         | 5D      | SV Altweerterheide | 5D   | VV Arnhemia          | 5D    | VV Eenrum          |
|        |                    |         |                 | 5E     | RKVV Waalre     | 5E      | RKVV Montagnards   | 5E   | NSVV FC Kunde        | 5E    | VV Bareveld        |
|        |                    |         |                 |        |                 | 5F      | RKPVV              | 5F   | ASV Apeldoornse Boys | 5F    | VV KSC             |
|        |                    |         |                 |        |                 | 5G      | SV Estria          |      |                      |       |                    |

## Vrouwen
De vrouwen van AFC Ajax prolongeerden de landstitel, hun tweede in totaal.
In de Eerste klasse behaalde ACV hun tweede klassekampioenschap oprij (zaterdag 2D-1B). Zes debutanten in de Derde klasse werden meteen kampioen in hun competitie. In zondag 3B behaalde Sporting '70 hun derde titel oprij. In zaterdag 3E werd SV Epe, in zondag 3C SV Warmunda en in zondag 3F SvSSS voor het tweede opeenvolgende seizoen kampioen. In zaterdag 3D werd promovendus SV Den Hoorn kampioen en in zaterdag 3B ging de titel naar ST Sparta/JVOZ dat voor hun eerste deelname in competitieverband in de deze klasse was ingedeeld.

### Landelijk
N.B. Clubs gemarkeerd met * eindigden met een gelijkpuntentotaal met de nummer-2.
| Eredivisie    | Eredivisie    | AFC Ajax                |               |             |                  |
|               |               |                         |               |             |                  |
| Topklasse     | Topklasse     | SV Saestum              |               |             |                  |
| Zaterdagclubs | Zaterdagclubs | Zaterdagclubs           | Zondagclubs   | Zondagclubs | Zondagclubs      |
| Competitie    | Competitie    | Kampioen                | Competitie    | Competitie  | Kampioen         |
| Hoofdklasse   | A             | VV Heerenveen           | Hoofdklasse   | B           | SC 't Zand       |
|               |               |                         |               |             |                  |
| Eerste klasse | A             | Oranje Nassau Groningen | Eerste klasse | C           | VV Maarssen      |
| Eerste klasse | B             | ACV *                   | Eerste klasse | D           | VV Nooit Gedacht |

### Districtsniveau
N.B. Clubs gemarkeerd met * eindigden met een gelijkpuntentotaal met de nummer-2.
| Zaterdagclubs | Zaterdagclubs | Zaterdagclubs             | Zondagclubs   | Zondagclubs  | Zondagclubs       |
| Competitie    | Competitie    | Kampioen                  | Competitie    | Competitie   | Kampioen          |
| ------------- | ------------- | ------------------------- | ------------- | ------------ | ----------------- |
| Tweede klasse | A (West I)    | USV Hercules              | Tweede klasse | E (West I)   | RKVV Velsen       |
| Tweede klasse | B (West II)   | VV Lyra                   | Tweede klasse | F (Zuid I)   | VV SEP            |
| Tweede klasse | C (Oost)      | VV Berkum                 | Tweede klasse | G (Zuid II)  | FC Eindhoven AV-2 |
| Tweede klasse | D (Noord)     | VV Winsum                 | Tweede klasse | H (Oost)     | SV Orion          |
|               |               |                           |               |              |                   |
| Derde klasse  | 3A (West I)   | WV-HEDW                   | Derde klasse  | 3A (West I)  | DWOW              |
| Derde klasse  | 3B (West II)  | ZVV '56                   | Derde klasse  | 3B (West I)  | Sporting '70      |
| Derde klasse  | 3C (Zuid I)   | ST Sparta/JVOZ *          | Derde klasse  | 3C (West II) | SV Warmunda       |
| Derde klasse  | 3D (Oost)     | SV Den Hoorn              | Derde klasse  | 3D (Zuid I)  | VV Hontenisse     |
| Derde klasse  | 3E (Oost)     | SV Epe                    | Derde klasse  | 3E (Zuid I)  | SVC 2000          |
| Derde klasse  | 3F (Noord)    | HHC Hardenberg            | Derde klasse  | 3F (Zuid II) | SvSSS             |
| Derde klasse  | 3G (Noord)    | SC Bolsward               | Derde klasse  | 3G (Oost)    | VDZ-2             |
| Derde klasse  | 3H (Noord)    | GSVV The Knickerbockers-2 | Derde klasse  | 3H (Oost)    | RKSV De Tukkers   |

2002/03 · 2003/04 · 2004/05 · 2005/06 · 2006/07 · 2007/08 · 2008/09 · 2009/10 · 2010/11 · 2011/12 · 2012/13 · 2013/14 · 2014/15 · 2015/16 · 2016/17 · 2017/18 · 2018/19